# Franz Straub

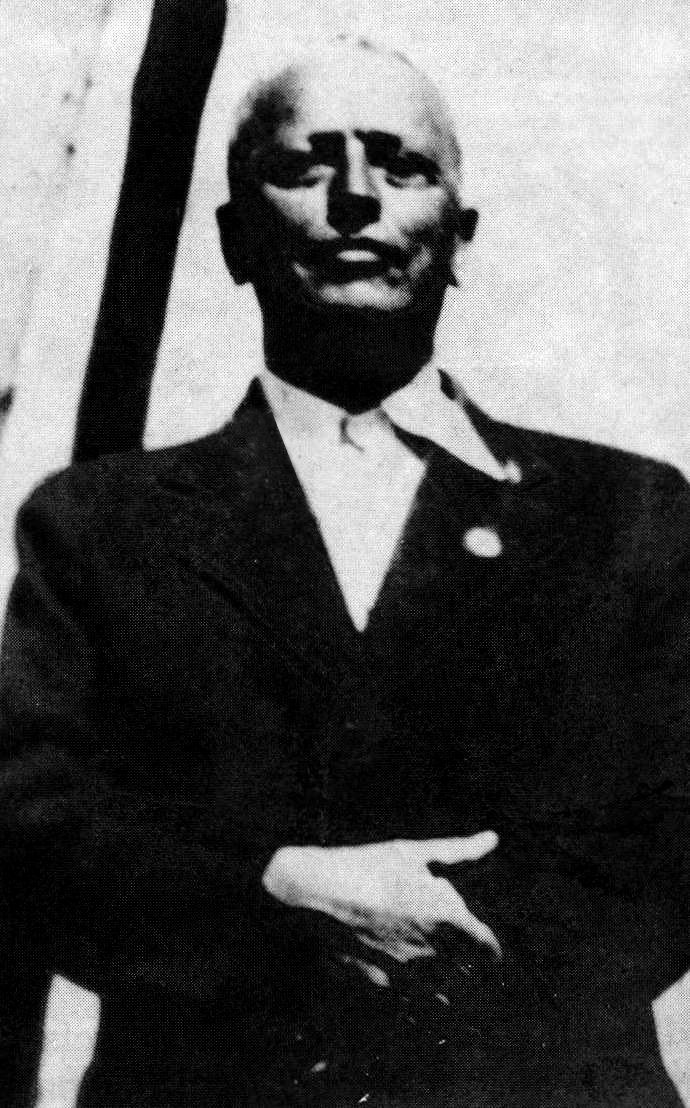
Franz Straub.

Franz Straub (Bergrothenfels (stadsdeel van Rothenfels), 25 februari 1889 - Rothenfels, 1977) was een Duits politieofficier en SS-leider. Hij was het hoofd van de Gestapo in het door de Duitsers bezette België, van 1940 tot 1944.

## Levensloop
Straub studeerde rechten. In 1913 trad hij in dienst bij de politie. Het is niet zeker of hij aan de Eerste Wereldoorlog deelnam.
In 1933 werd hij, onder het naziregime, overgeplaatst naar de politie in Beieren. Rond 1936 werd hij lid van de NSDAP (lidmaatschapsnummer 3.651.455) en van de SS (SS-nummer 342.170).
Vanaf 13 juni 1940 tot aan de terugtrekking van de Duitse troepen uit België begin september 1944, was Hauptsturmführer (kapitein) Straub  'Kriminaldirektor', hoofd van de Gestapo (Geheime Staats Polizei) in België, met de titel "Hoofd van de Gestapo bij de Vertegenwoordiger van de Chef van de Sicherheitspolizei en SD in Brussel". De Gestapo was onder Straub als Afdeling IV ondergebracht bij het Bureau van de Sicherheitspolizei en SD in Brussel, met aan het hoofd achtereenvolgens Karl Hasselbacher (juli 1940 tot september 1940), Karl Constantin Canaris (september 1940 tot oktober 1941), Ernst Ehlers (oktober 1941 tot februari 1944) en opnieuw Karl Constantin Canaris (februari-september 1944).
In zijn hoedanigheid van hoofd van het Gestapo-hoofdkwartier in Brussel was Straub, ten laatste vanaf 1943, betrokken bij de organisatie van de deportatie van Belgische Joden, waarvan de uitvoering in handen was van een speciaal Judenreferat, dat vanaf eind februari 1943 onder zijn afdeling IV ressorteerde.
Op 20 april 1943 werd hij bevorderd tot SS-Sturmbannführer (majoor). In de herfst van 1944, nadat België door de geallieerden bevrijd was, werd Straub naar het hoofdkwartier van de Rijkspolitie in Wenen gestuurd als speciaal agent van het hoofdbureau van de Rijksveiligheid met de opdracht daar een coördinatiestaf op te zetten "ter bestrijding van verzetsgroepen voor het gehele voormalige Oostenrijkse grondgebied". Aan het einde van de Tweede Wereldoorlog werd hij nog bevorderd tot SS-Obersturmbannführer (luitenant-kolonel).
Aan het einde van de Tweede Wereldoorlog werd Straub krijgsgevangen genomen. Hij werd door de Britse luitenant-kolonel Neave als getuige ondervraagd tijdens de processen van Neurenberg. Zijn getuigenis over de activiteiten van de Gestapo in België werd samengevat in een commissierapport, waaruit geciteerd werd tijdens het proces tegen de belangrijkste oorlogsmisdadigers. In dit rapport gaf Straub toe dat hij opdracht had gegeven tot een vijftigtal folteringen ("derdegraads verhoor").
Na vijf jaar hechtenis en overbrengen naar België, werd Straub in 1950 door de Belgische krijgsraad veroordeeld tot vijftien jaar dwangarbeid. In 1951 werd hij voorwaardelijk vrijgelaten en aan Duitsland uitgeleverd. Hij werd opnieuw actief als politieambtenaar bij de Beierse grenspolitie en dit tot aan zijn pensionering in 1954. Hij leefde nog meer dan twintig jaar als rustige gepensioneerde oorlogsmisdadiger.

## Voetnoten
1. ↑  Susanne Meinl, Joachim Schröder: „Einstellung zum demokratischen Staat: Bedenkenfrei“. Zur Frühgeschichte des Bayerischen Landesamtes für Verfassungsschutz (1949–1965). o. O. 2013, S. 48. (PDF (Memento vom 5. November 2013 im Internet Archive)).
2. ↑  Ludwig Nestler: Belgien, Luxemburg, Niederlande, 1990, S. 90.
3. ↑   Klaus Michael Mallmann: Die Gestapo. Mythos und Realität, 1996, S. 449.
4. ↑  International Military Tribunal: Der Prozess gegen die Hauptkriegsverbrecher vor dem Internationalen Militärgerichtshof, Nürnberg 14. November 1945 – 1. Oktober 1946. Bd. 42. Urkunden und anderes Beweismaterial, Col. Neave, Nürnberg 1949, S. 38; digitalisiert bei avalon
5. ↑    Nürnberger Prozess bei zeno.org. Kommissionsvernehmung, Bezugnahmen: Band XXI, 555, 568, 575, 582 f; XXII, 22, 46, 282.